# Jake Jones
Jacob "Jake" Jones (9 de mayo de 1949) es un exjugador de baloncesto estadounidense que disputó una temporada en la NBA. Con 1,91 metros de estatura, jugaba en la posición de base.

## Trayectoria deportiva

### Universidad
Jugó durante cuatro temporadas con los Greyhounds del Assumption College, en las que anotó 1.421 puntos. Fue elegido en sus dos últimas temporadas en el primer equipo All-American de la División II de la NCAA. Es el único jugador de dicha institución que ha llegado a jugar en la NBA.

### Profesional
Fue elegido en la nonagésimo séptima posición del Draft de la NBA de 1971 por Philadelphia 76ers, y también en el puesto 109 del draft de la ABA por los Utah Stars, fichando por los primeros, con los que disputó seis partidos antes de ser despedido, en los que promedió 3,2 puntos y 1,0 rebotes.
En el mes de noviembre fichó por los Cincinnati Royals, con los que jugó 11 partidos en los que promedió 5,2 puntos y 1,8 rebotes.

## Estadísticas de su carrera en la NBA

### Temporada regular
| Temporada | Edad | Equipo             | Liga | Pos. | P  | TIT | MIN  | TC  | TCA | %TC  | 3P | 3PA | %3P | TL  | TLA | %TL  | R.OF. | R.DEF. | REB | ASIS | ROB | TAP | PER | FP  | PTS |
| 1971-72   | 22   | TOTAL              | NBA  | SG   | 17 |     | 11.9 | 1.6 | 4.2 | .389 |    |     |     | 1.2 | 1.8 | .645 |       |        | 1.5 | 0.7  |     |     |     | 1.3 | 4.5 |
| 1971-72   | 22   | Philadelphia 76ers | NBA  | SG   | 6  |     | 6.8  | 1.0 | 3.0 | .333 |    |     |     | 1.2 | 1.7 | .700 |       |        | 1.0 | 0.3  |     |     |     | 0.5 | 3.2 |
| 1971-72   | 22   | Cincinnati Royals  | NBA  | SG   | 11 |     | 14.6 | 2.0 | 4.9 | .407 |    |     |     | 1.2 | 1.9 | .619 |       |        | 1.8 | 0.9  |     |     |     | 1.7 | 5.2 |
| Total     |      |                    | NBA  |      | 17 |     | 11.9 | 1.6 | 4.2 | .389 |    |     |     | 1.2 | 1.8 | .645 |       |        | 1.5 | 0.7  |     |     |     | 1.3 | 4.5 |